# Tomasz Tomiak
Tomasz Piotr Tomiak, né le 17 septembre 1967 à Nowy Tomyśl et mort le 21 août 2020, est un rameur d'aviron polonais.

## Carrière
Tomasz Tomiak participe aux Jeux olympiques de 1992 à Barcelone et remporte la médaille de bronze avec le quatre barré polonais composé de Wojciech Jankowski, Maciej Lasicki, Jacek Streich et Michal Cieslak.